# Who's Been Sleeping Here?
Who's Been Sleeping Here? är en låt skriven av Mick Jagger och Keith Richards som lanserades av The Rolling Stones på Between the Buttons 1967. Låten spelades in i augusti 1966 och är en av albumets folkrockinspirerade låtar. Brian Jones bidrar med både munspel och piano till låten, Matthew Greenwalds recension av låten på Allmusic antyder dock att det kan ha varit Nicky Hopkins som spelar piano. Texten handlar om en svartsjuk man som vill veta vem som varit tillsammans med hans flickvän, ätit på hans tallrik och sovit i hans säng.